# Hewlett-Packard серии LX

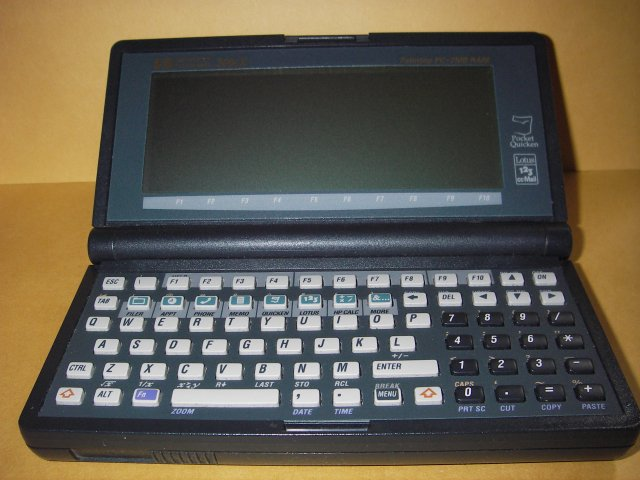
HP 200LX в открытом виде

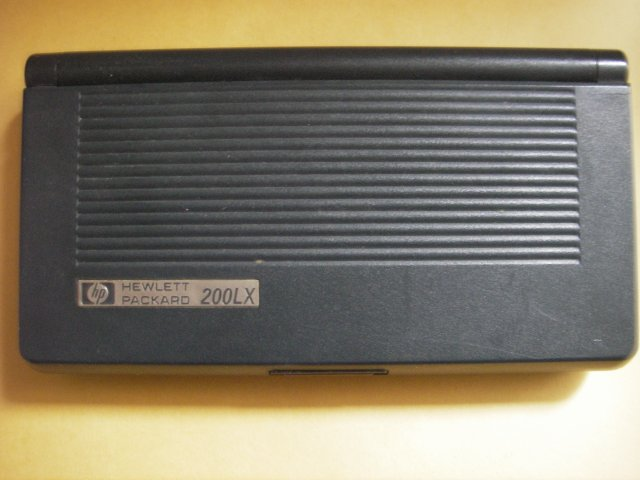
HP 200LX в закрытом виде

Hewlett-Packard серии LX — клавиатурные карманные персональные компьютеры (Handheld PC) выпускавшиеся компанией Hewlett-Packard в 1990-х годах. Первые модели были построены на x86-совместимой платформе и использовали операционную систему MS-DOS, во второй половине 1990-х годов был осуществлён переход на RISC-процессоры (архитектура SuperH) и операционные системы на базе Windows CE.
На официальном сайте Hewlett-Packard все модели серии LX отнесены к серии Palmtop, хотя данное название получило распространение во второй половине 1990-х годов и к ранним моделям не применялось. Слово Palmtop в английском языке часто используется как синоним словосочетанию Handheld PC, обозначающее весь класс клавиатурных КПК.

## HP Jaguar (95LX)

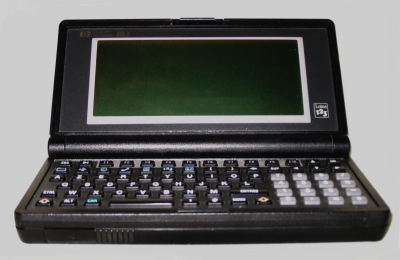
HP 95LX — первый клавиатурный КПК Hewlett-Packard

HP 95LX, наряду с Atari Portfolio и некоторыми другими устройствами, был одним из первых «настоящих» КПК. Он был представлен компанией Hewlett-Packard в 1991 году. Размер КПК составлял 159 × 85 × 26 мм, а масса — 310 граммов.
В основе HP 95LX лежал 16-битный процессор NEC V20 (аналог Intel 8088) с частотой 5,37 МГц. Экран был монохромным, размер диагонали составлял 4,8 дюйма (122 мм), однако разрешение было довольно низким (240 × 128 точек). Для расширения функциональности был предусмотрен разъём PCMCIA (тип II), а для связи с внешними устройствами использовался последовательный порт совместимый с RS-232. КПК работал под управлением операционной системы MS-DOS 3.22, в комплект поставки входил целый ряд предустановленных приложений (например табличный процессор Lotus 1-2-3). Размер ПЗУ составлял 1 МБ, а ОЗУ — 512 КБ. В 1992 году была выпущена модификация с увеличенным до 1 МБ размером ОЗУ (95LX 1 MB RAM).

## HP Couguar (100LX)
HP 100LX — развитие линейки клавиатурных КПК Hewlett-Packard, модель была представлена в 1993 году. Функциональность КПК значительно возросла, но масса устройства, при сохранении тех же размеров, увеличилась до 340 граммов.
В HP 100LX использовался более производительный 16-битный процессор Intel 80186 с частотой 7,93 МГц и работал он под управлением MS-DOS 5.0. Новая модель также получила значительно лучший экран размером 5,1 дюйма (130 мм) с разрешением 640 × 200 точек. Экран мог отображать до 4 градаций серого. Остальные характеристики, в том числе набор встроенного ПО, соответствовали предыдущей модели. HP 100 LX выпускался в двух вариантах: с 1 МБ ОЗУ и с 2 МБ ОЗУ (HP 100LX 2 MB RAM).
Видеосистема модели представляла собой CGA с некоторыми дополнительными функциями, такими как перепрограммируемый знакогенератор (правда, устроенный иначе, чем в EGA/VGA), возможность одновременно использовать шрифты 3 размеров. Позднее некоторые из этих функций использовались в эмуляторе XT-CE. Благодаря этому устройство стало более PC-совместимым, вплоть до запуска Windows 3.0.

### HP 1000CX
HP 1000CX — бюджетная версия модели 100LX. Обе модели выпускались параллельно и аппаратно совершенно идентичны. Единственным отличием HP 1000CX было отсутствие, за исключением операционной системы, какого-либо дополнительного программного обеспечения.

## HP Felix (200LX)
HP 200LX — последний x86-совместимый клавиатурный КПК компании Hewlett-Packard, был представлен в 1996 году. От модели 100LX отличался увеличенным до 3 МБ ПЗУ и обновлённым набором встроенного программного обеспечения, а также немного меньшей массой (312 г). Выпускался в трёх вариантах, отличающихся размером ОЗУ: 1 МБ, 2 МБ и 4 МБ.

## HP OmniGo 700LX
HP 700LX — модификация модели 200LX, разработанная совместно с мобильным подразделением компании Nokia, вышла в начале 1996 года. Основным отличием данного устройства являлся переработанный корпус, содержащий в себе место крепления (док-станцию) для сотового телефона Nokia 2110. Программная часть КПК была доработана для лучшего взаимодействия с телефоном. Недостатком устройства были большие габариты (187 × 87 × 57 мм) и масса (397 г).
Данную модель можно считать предшественником коммуникатора Nokia Communicator, одного из первых аппаратов, объединившего в одном корпусе функциональность КПК и мобильного телефона, вышедшего в августе 1996 года.

## HP Palmtop

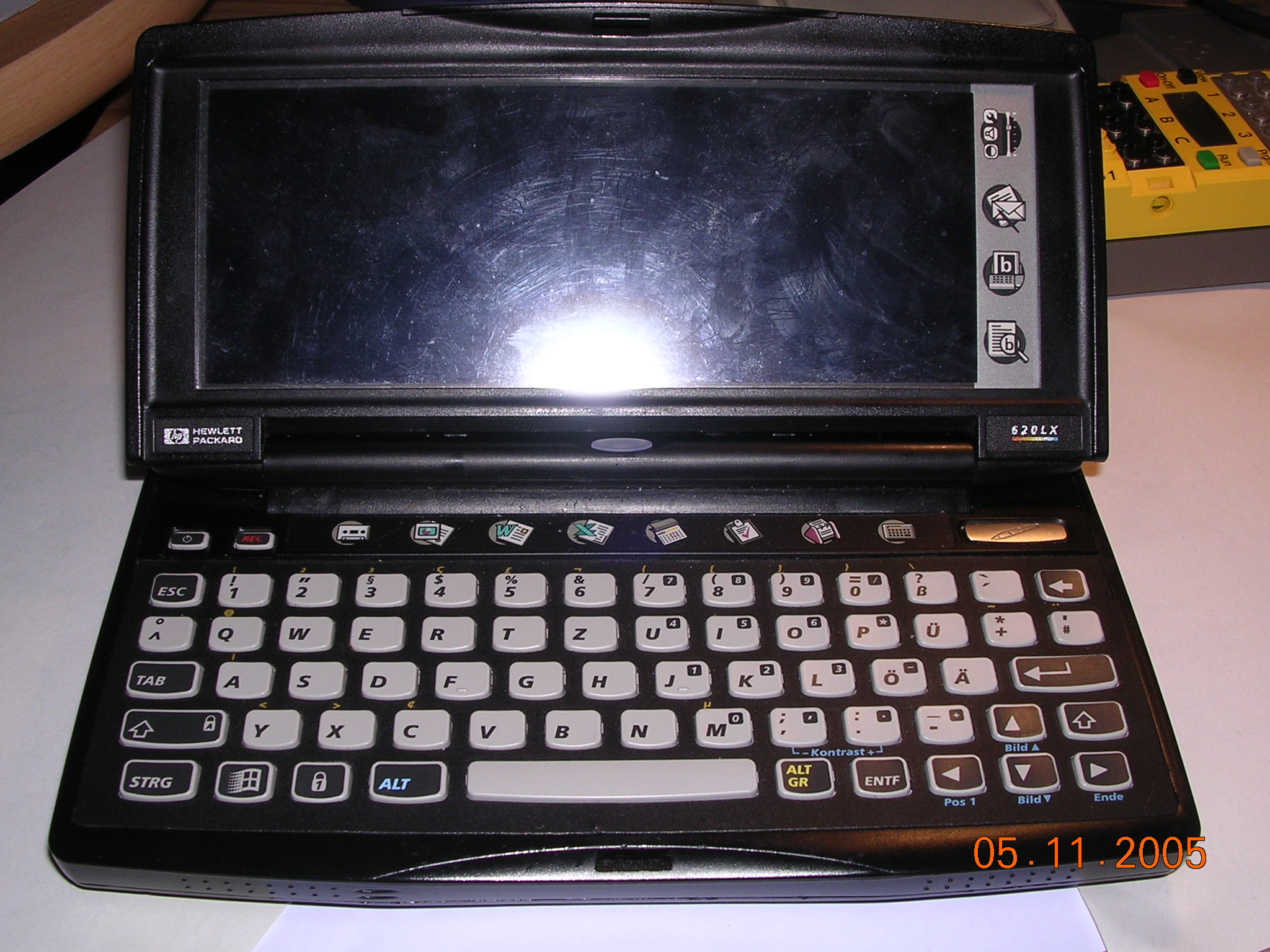
HP 620LX — один из самых мощных и функциональных КПК серии Palmtop

Palmtop — серия клавиатурных КПК Hewlett-Packard, пришедшая на смену x86-совместимым компактным устройствам компании. В данных устройствах использовался 32-битный RISC-процессор Hitachi SH7700 (архитектура SuperH, ядро SH3) с частотой от 44 до 75 МГц. Работали данные устройства под управлением операционных систем Microsoft, основанных на Windows CE (Microsoft Handheld PC) различных версий. В моделях серии Palmtop использовался большой сенсорный экран с размером диагонали 6,6 дюйма (167 мм) и разрешением 640 × 240 точек. Для связи с внешними устройствами можно было использовать как традиционный последовательный порт, так и беспроводной инфракрасный порт. В большинстве моделей, помимо разъёма PCMCIA, присутствовал разъём для карт памяти типа Compact Flash. Главными недостатками по сравнению с предыдущими моделями серии LX были большие габариты и масса (от 430 до 586 г).

### HP Palmtop 300LX/320LX
HP Palmtop 300LX/320LX — одни из первых устройств под управлением Microsoft Handheld PC 1.0 (Windows CE 1.0), были представлены в конце 1996 года. Данные КПК имели габариты 183 × 94 × 28 мм, а сенсорный экран отображал 4 градации серого. Объём ПЗУ составлял 5 МБ. Модель HP 300LX обладала 2 МБ ОЗУ и массой 430 г, у в HP 320LX было 4 МБ ОЗУ и немного большая масса — 442 г. Позднее также вышла карта памяти ROM с прошитой Windows CE 2.0, которая позволяла существенно улучшить функциональность устройства.

### HP Palmtop 340LX/360LX
HP Palmtop 340LX/360LX — клавиатурные КПК под управлением Microsoft Handheld PC 2.0 (Windows CE 2.0), были представлены в 1997 году. От предыдущего поколения устройств серии Palmtop (300LX/320LX) отличались увеличенными до 8 МБ ОЗУ и до 10 МБ ПЗУ, а также большей частотой процессора (60 МГц против 44 МГц). Кроме того, новые КПК обладали более качественным сенсорным экраном, отображавшим до 16 градаций серого. Модель 340LX отличалась от 360LX отсутствием разъёма для карт памяти. Новые модели сохранили прежние габариты, но масса немного увеличилась и составляла 452 г для 340LX и 458 г для 360LX.

### HP Palmtop 620LX/660LX
HP Palmtop 620LX/660LX — первые клавиатурные КПК компании Hewlett-Packard с цветным экраном и последние в серии Palmtop, были представлены в сентябре 1997 года. Основной особенностью устройств был цветной экран, отображающий 256 цветов. Данные модели работали под управлением Windows CE 2.0 и по функциональности были в целом аналогичны Palmtop 360LX. Основным отличием аппаратной части, помимо цветного экрана, была увеличенная до 75 МГц частота процессора и больший размер ОЗУ: 16 МБ для 620LX и 32 МБ для 660LX. Недостатками Palmtop 620LX/660LX были очень большие для КПК габариты (178 × 104 × 36 мм) и масса (586 г).